# بلک‌وی
بلک‌وی (به انگلیسی: Blackway) یک فیلم دلهره‌آور کانادایی محصول سال ۲۰۱۵ به کارگردانی دانیل آلفردسون و نویسندگی جوزف گانگمی و گریگوری جیکوبز که بر اساس رمان (با من بیا) نوشته کسل فریمن جونیور در سال ۲۰۰۸ ساخته شده‌است. در این فیلم آنتونی هاپکینز، جولیا استایلز، ری لیوتا، الکساندر لودویگ و هال هالبروک به ایفای نقش می‌پردازند. در آخرین حضور سینمایی خود قبل از مرگش در ژانویه ۲۰۲۱. فیلمبرداری در ۱۲ نوامبر ۲۰۱۴ در اندربی، بریتیش کلمبیا، آغاز شد. این فیلم برای اولین بار در جشنواره فیلم ونیز ۲۰۱۵ نمایش داده شد و در ۱۰ ژوئن ۲۰۱۶ به نمایش درآمد.

## داستان
یک زن جوان (با بازی استایلز) پس از مرگ مادراش به زادگاهش بازمی‌گردد و در آنجا مورد آزار و اذیت یک پلیس سابق بنام بلک‌وی (با بازی ری لیوتا) که حالا تبدیل به یک مجرم شده، قرار می‌گیرد. حال مردی پیدا شده که می‌خواهد به زن کمک کند تا از دست آن شرور خلاص شود…

## بازیگران
- آنتونی هاپکینز در نقش لستر
- جولیا استایلز در نقش لیلیان وارن
- ری لیوتا در نقش ریچارد بلک وی
- الکساندر لودویگ در نقش نیت
- هال هالبروک در نقش ویزر
- لاکلین مونرو در نقش مرداک
- دیل ویلسون در نقش کلانتر وینگیت

## پاسخ انتقادی
در جمع‌آوری نقد راتن تومیتوز، این فیلم بر اساس ۵ نقد، با میانگین امتیاز ۳٫۹ از ۱۰، دارای امتیاز ۲۰ درصد تاییدیه است. این فیلم را یک «هیجان‌انگیز انتقام‌جویانه و بدون تنش» نامید.